# Андерс Лі
Андерс Марк Лі (англ. Anders Mark Lee; 3 липня 1990, м. Ідайна, США) — американський хокеїст, центральний/лівий нападник. Виступає за «Нью-Йорк Айлендерс» у Національній хокейній лізі.
Виступав за «Грін-Бей Гемблерс» (ХЛСШ), Університет Нотр-Дам (NCAA), «Нью-Йорк Айлендерс», «Бриджпорт Саунд-Тайгерс» (АХЛ).
В чемпіонатах НХЛ — 100 матчів (35+22), у турнірах Кубка Стенлі — 5 матчів (0+1).
У складі національної збірної США учасник чемпіонату світу 2015 (10 матчів, 1+4).
Досягнення
- Бронзовий призер чемпіонату світу (2015)